# Cud miłości
Cud Miłości (Milagros) – peruwiańska telenowela z 2000 roku produkcji America Producciones licząca 220 odcinków. W rolach głównych Sonya Smith i Roberto Mateos.

## Obsada
- Sonya Smith jako Milagros De La Torre
- Roberto Mateos jako Jose Antonio Echevarria
- Karina Calmet jako Fernanda Muñoz De La Torre
- Roberto Vander jako Benjamin Muñoz conde de Santana del Sol
- Ivonne Fraysinnet jako Lukrecia de la Torre
- Juan Vitali jako Gerardo Bellido
- Hugo Cosciansi jako Juan Bermudez
- Virna Flores jako Lucia Muntildeoz De La Torre
- Carlos Mesta jako Celso / Benito

## Fabuła
Jose Antonio Echevarria (Roberto Mateos) jako mały chłopiec był świadkiem tragedii - bandyci wynajęci przez ród De La Torre napadli na jego dom i wymordowali rodzinę. Ocalał tylko on i jego ciotka Raquela, która została zgwałcona podczas swojego ślubu. Oboje przysięgli zemstę.Jose Antonio wyrasta na ambitnego adwokata i krok po kroku zdobywa zaufanie okrutnej Lukreci de la Torre (Iwonne Fraysinnet), która była zamieszana w te okrutną zbrodnię. Zanim jednak dokona zemsty, na jego drodze pojawi się urocza i niewinna Milagros (Sonya Smith) - nieślubna córka bogatego biznesmena Rafaela de la Torre. Jose zakochuje się w niej bez pamięci.

## Wersja polska
W Polsce serial emitowany był w Polsat od 23 kwietnia 2001 do 11 marca 2002, następnie w TV4 od 26 września 2003 do 9 sierpnia 2004. Opracowaniem wersji polskiej zajęło się Studio Publishing. Autorem tekstu był Daniel Wegner. Lektorem serialu był Janusz Kozioł.